# Marco Antonio Palacios
Marco Antonio Palacios (* 6. März 1981 in Mexiko-Stadt), auch bekannt unter dem Spitznamen Pikolín, ist ein mexikanischer Fußballspieler auf der Position des Verteidigers. Er ist der Zwillingsbruder des Torwarts Alejandro Palacios.

## Leben
Der aus dem Nachwuchsbereich seines Heimatvereins Club Universidad Nacional hervorgegangene Marco Palacios spielte zu Beginn seiner Erwachsenenkarriere zunächst in der viertklassigen Tercera División für die Halcones sowie das Proyecto Tecamachalco 2000, bevor er zu den Albinegros de Orizaba stieß, mit denen er 2002 in der zweitklassigen Primera División 'A' kickte.
In der Saison 2003/04 kehrte Palacios zu seinem in der Primera División spielenden Exverein Club Universidad Nacional zurück, bei dem er seither unter Vertrag steht und mit dem er bereits vier Meistertitel gewann. Lediglich in der Apertura 2007 spielte Palacios eine Halbsaison auf Leihbasis für die Tiburones Rojos de Veracruz.

## Erfolge
- Mexikanischer Meister: Cla 2004, Ape 2004, Cla 2009, Cla 2011
- Mexikanischer Supercup: 2004
- Trofeo Santiago Bernabéu: 2004